# Xylopertha dunensis
Xylopertha dunensis is een keversoort uit de familie boorkevers (Bostrichidae). De wetenschappelijke naam van de soort is voor het eerst geldig gepubliceerd in 1964 door Rai & Chatterjee.